# Tempio della Vittoria (Imera)
Il tempio della Vittoria era un tempio greco dell'antica città di Himera, colonia greca sorta  nel territorio di Termini Imerese, comune italiano della città metropolitana di Palermo in Sicilia. 

## Descrizione
Tempio in stile dorico, fornito di un pronao sul retro della cella uguale per forma e dimensione a quello anteriore. Durante gli scavi sono state rinvenute cinquantasei doccioni di pietra, a forma di testa di leone, in origine dipinte a colori vivaci; gli scavi nel temenos (l’area sacra) hanno restituito frammenti di armi, tra cui un paio di schinieri di bronzo ora custoditi presso il Museo Archeologico Regionale di Palermo.
Molte caratteristiche architettoniche e decorative accomunano l'edificio con il tempio di Atena di Siracusa. È dunque probabile che i due templi siano stati costruiti contemporaneamente, e per la stessa occasione, da identificare con la vittoria dei greci di Himera sui Cartaginesi, che tanta gloria e tante ricchezza loro procurò.
Probabilmente dedicato a Zeus o ad Atena, l'edificio fu incendiato e distrutto verosimilmente nel 409 a.C. dai Cartaginesi che assediarono la città di Himera.